# Golf de Panamà

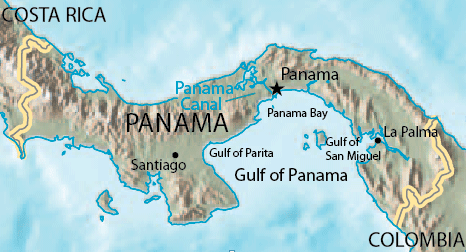
El Golf de Panamà

El Golf de Panamà voreja la costa sud de l'Istme de Panamà i és, per la seua diversitat d'espècies marines, un dels millors indrets de pesca esportiva de tot el planeta.

## Relleu
- Té una amplada màxima de 250 km, un entrant de 160 km, una fondària de 220 m i una superfície total de 2.400 km².[1]
- És poc profund i separa les cadenes muntanyenques de l'oest de Panamà de l'inici de la colombiana Serranía de Baudó.[2]
- Conté altres golfs i badies més petites com la Badia de Panamà, el Golf de Parita i el Golf de San Miguel.
- Les illes de La Perla són un grup de dues-centes illes que estan situades a l'est del susdit golf.
- El Canal de Panamà connecta el Golf de Panamà i l'oceà Pacífic amb el Mar Carib i l'oceà Atlàntic.

## Centres urbans
La principal localitat és Ciutat de Panamà.